# Jan Kašpar II. Cobenzl
Jan Kašpar II. hrabě Cobenzl (Johann Caspar III. Reichsgraf von Cobenzl) (30. května 1664, Wippach, dnes Vipava, Slovinsko – 30. dubna 1742, Vídeň) byl rakouský šlechtic, politik a dvořan. Od mládí působil ve správě korunních zemí habsburské monarchie, později zastával vysoké funkce u císařského dvora ve Vídni, kde byl nakonec dlouholetým nejvyšším komořím (1724–1742). Získal Řád zlatého rouna. Důležité posty ve státní správě zastávali ve dvou následujících generacích i jeho potomci.

## Životopis

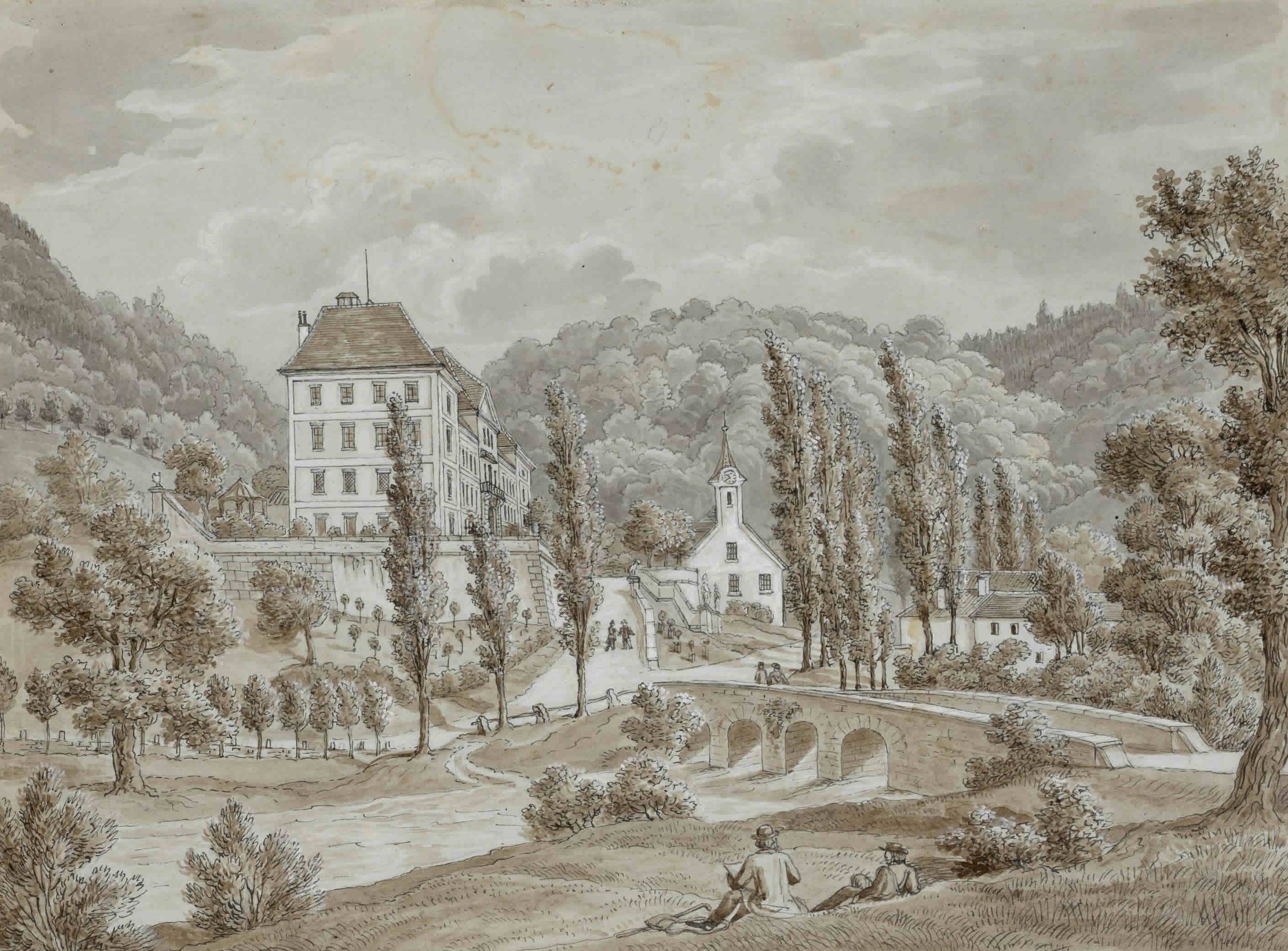
Zámek Hošperk (Haasberg, Slovinsko) koupený r. 1717 od Eggenbergů

Pocházel ze starého šlechtického rodu Cobenzlů původně z Korutanska, narodil se jako druhorozený syn Jana Filipa II. Cobenzla (1635–1702), který byl zemským hejtmanem v Gorici. Narodil se na zámku Wippach (Vipava v dnešním Slovinsku), který patřil rodině jeho matky Johanny, rozené Lanthieri (1640–1678). Od mládí se pohyboval u dvora, v roce 1690 doprovázel Josefa I. ke korunovaci do Augsburgu. O rok později byl jmenován císařským komořím a v roce 1692 se stal členem říšské dvorské rady. V letech 1704–1715 byl zemským hejtmanem v Gorici, od roku 1704 byl zároveň tajným radou a téhož roku získal potvrzení hraběcího titulu dědičně. Poté následovala funkce zemského hejtmana v Kraňsku (1715–1722) a nakonec zakotvil v nejvyšších dvorských úřadech ve Vídni. V letech 1722–1724 byl nejvyšším dvorským maršálkem. V této funkci se v roce 1723 zúčastnil korunovace Karla VI. na českého krále v Praze. Z následujících let jsou doloženy jeho kontakty s vysokou českou šlechtou (Kinští, Černínové z Chudenic). Od roku 1724 až do smrti nejvyšším dvorským komořím a v roce 1731 obdržel Řád zlatého rouna. Kromě toho byl držitelem čestných dědičných úřadů v různých korunních zemích, byl dědičným truksasem a sokolníkem v Gorici a v roce 1719 po vymřelém rodu knížat z Eggenbergu převzal dědičné číšnictví v Kraňsku. Zemřel ve Vídni, pohřben je ve Štýrském Hradci. Rodový majetek rozšířil v roce 1717, kdy od kněžny Marie Karolíny Eggenbergové, rozené Šternberkové, koupil panství Hošperk (Haasberg) s honosným zámkem a Logatec (Loitsch) v dnešním Slovinsku.
Byl dvakrát ženatý, jeho první manželkou byla Juliana Bucellini (1675–1706), dcera dvorského kancléře hraběte Julia Bucelliniho, po ovdovění se podruhé oženil v roce 1707 s hraběnkou Karolínou Rindsmaulovou (1682–1756), dámou Řádu hvězdového kříže. Z prvního manželství pocházelo deset dětí, z nichž synové Leopold Karel a Julius zemřeli předčasně. Z druhého manželství se narodilo dalších osm dětí, z nich byl významným pokračovatelem rodu Jan Karel (1712–1770), dlouholetý zplnomocněný ministr v Rakouském Nizozemí. V další generaci pocházeli z rodu dva významní diplomaté éry napoleonských válek, Jan Filip Cobenzl (1741–1810) a Jan Ludvík Cobenzl (1753–1809).